# Plattstich

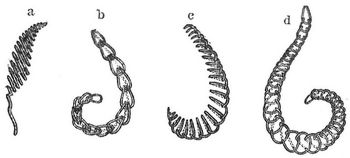
Verschiedene Sticktechniken, Figur a zeigt den Plattstich.

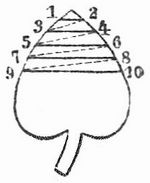
Mustervorlage zum Sticken eines Blattes im Plattstich: Bei 1–2 ist der Faden oben, wird dann bei 3 zurückgeführt, bei 4 wieder eingesteckt usw. Es entsteht ein zusammenhängendes Blatt

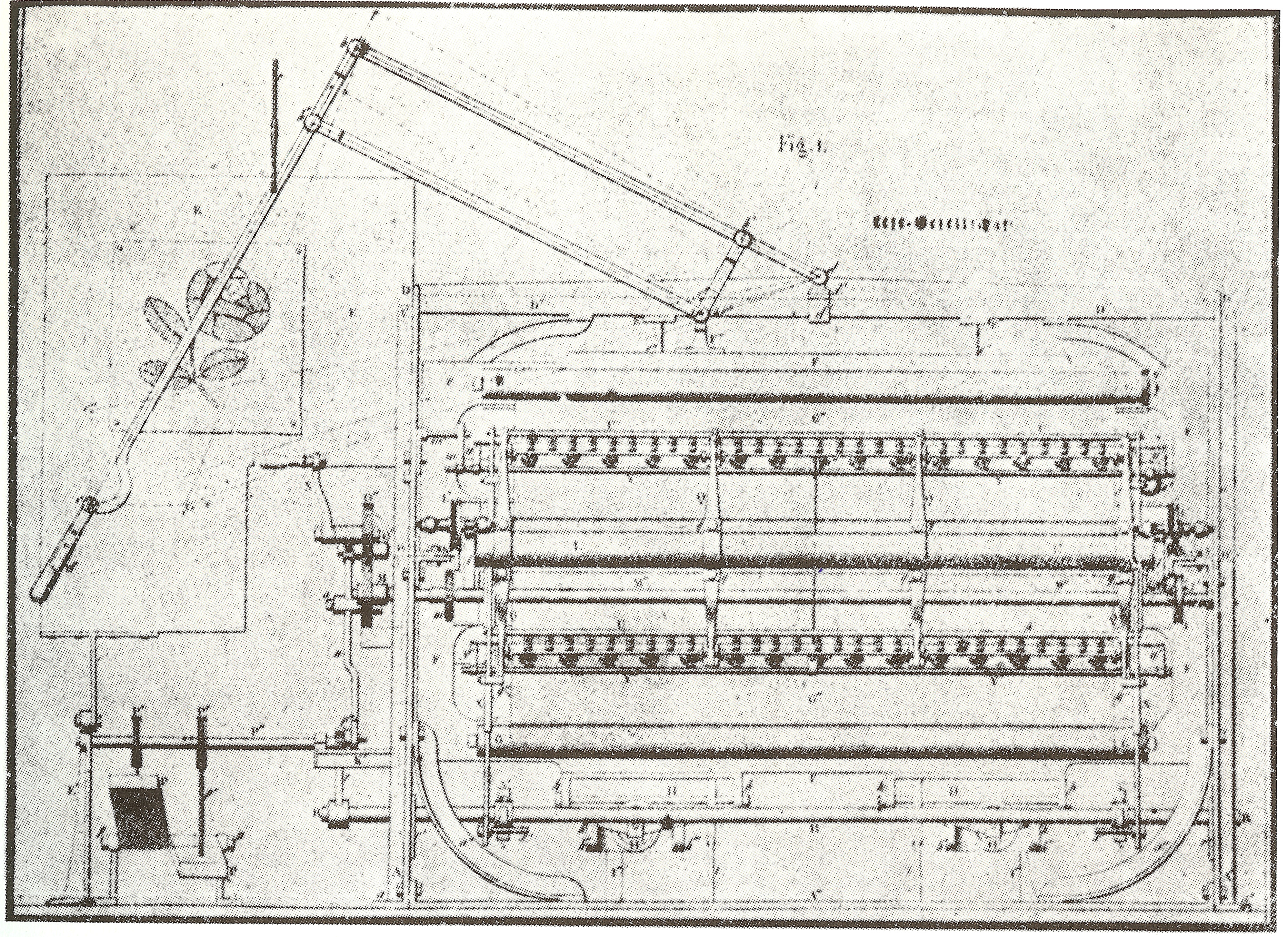
Handstickmaschine für Plattstich, links das Vorlagenbrett mit der Stickvorlage, die vom Sticker abgefahren wird

Der Plattstich ist ein in der Stickerei eingesetzter Füllstich. Der Stich ist der bei den meisten Handstickmaschinen übliche, weshalb diese manchmal auch als Plattstichmaschinen bezeichnet werden. Mit großen Vorstichen wird der Stickboden (das Gewebe) unterlegt, auf der Oberseite werden die Fäden dicht nebeneinander gelegt, sodass ein geschlossenes Muster entsteht. Er erzeugt eine reliefartige Oberfläche. Anhand des Musterblattes, dem der Handsticker am Pantographen folgt, wird bei der Maschinenstickerei die zu stickende Figur bestimmt. 
Im Gegensatz zum Kreuzstich ist der Plattstich nicht an einen quadratisch teilbaren Grundstoff gebunden, der die Muster mosaikartig zusammensetzt; er kann auf jedes beliebige Gewebe oder gar Leder gestickt werden. Werden von Hand gestickte Plattstichmuster durch heller und dunkler abgestufte Garne schattiert, spricht man von Nadelmalerei. 

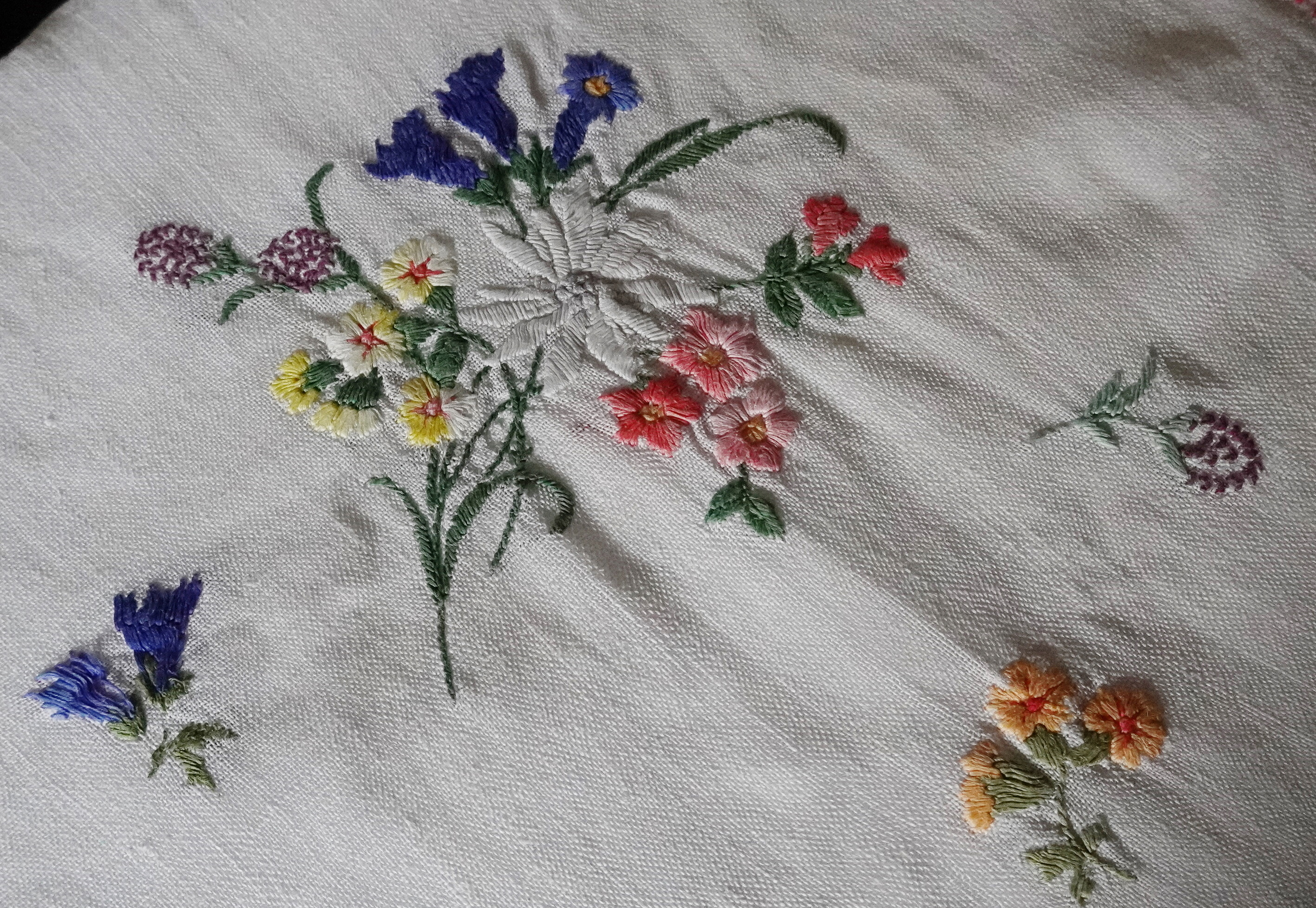
Blumenmotiv Plattstich

Der ursprüngliche Plattstich wird mit einem Faden ausgeführt, moderne Schifflistickmaschinen verwenden jedoch die Zweifaden-Schifflitechnik anstelle des eigentlichen Plattstichs zum selben Zweck. Die Zweifadentechnik hat zwei bedeutende Vorteile: Sie kann mit fast beliebig langen Fäden durchgeführt werden, während die Einfaden-Handstickmaschine nach Josua Heilmann höchstens Fäden von etwa einem Meter Länge verarbeiten kann. Zudem ist sie deutlich schneller, weil der Faden nicht jedes Mal komplett durch den Stickboden gezogen werden muss. Bei der Handstickerei wird immer nur ein Faden verwendet. 
Siehe auch: Nahtarten